# Kuehneola ramacharii
Kuehneola ramacharii är en svampart som beskrevs av Bagyan. & K.N. Rao 1985. Kuehneola ramacharii ingår i släktet Kuehneola och familjen Phragmidiaceae.   Inga underarter finns listade i Catalogue of Life.